# The Gold Record
The Gold Record è il settimo album studio della band pop punk Bouncing Souls, il quinto pubblicato dalla Epitaph Records.

## Tracce
1. The Gold Song – 3:16
2. So Jersey – 4:01
3. Sounds of the City – 2:42
4. The Pizza Song – 3:43
5. Sarah Saturday – 3:46
6. Better Things (cover dei Kinks) – 3:27
7. The Messenger – 4:20
8. Lean on Sheena (cover dei Avoid One Thing) – 3:20
9. Letter from Iraq – 2:57
10. The New Thing – 3:11
11. Midnight Mile – 2:52
12. For All the Unheard – 6:49

## Formazione
- Greg Attonito – voce
- Pete Steinkopf – chitarra
- Bryan Keinlen – basso
- Michael McDermott – batteria